# Дицієміди
Диціємі́ди (Dicyemida) — тип примітивно влаштованих безхребетних тварин, що паразитують на головоногих молюсках. Містить понад 70 видів. Раніше диціємід через простоту їхньої організації об'єднували з прямоплавами в групу мезозоїв, розглядаючи як перехідну групу між протистами та багатоклітинними тваринами. Як наслідок, коли широкої підтримки зазнала гіпотеза про вторинне спрощення у зв'язку з паразитним способом життя, ці погляди відкинули.

## Будова
Ниткоподібний дорослий організм називають нематогеном, він є завдовжки від одного до декількох міліметрів. Його епідерміс складється з 40—50 багатовійкових клітин, короткі війки яких розділені численними вузькими складками. На передньому кінці тіла два ряди клітин утворюють головний капор, оснащений короткими війками. Ці війки переплітаються з мікроворсинками клітин ниркового епітелію, таким чином прикліплюючись до нирки господаря. Складки епітелію збільшують площу поверхні всмоктування, крізь яку паразит поглинає поживні речовини господаря. Клітини капору також іменуються полярними клітинами, і зазвичай вони впорядковані двобічно-симетрично. Деталі розміщення полярних клітин є специфічними для родів і видів. Внутрішня частина тіла представлена єдиною довгою аксіальною (осьовою) клітиною, яка містить одне велике ядро. Усередині осьової клітини містяться стовбурові клітини, що іменуються аксобластами. Кожен аксобласт або група аксобластів уміщені у везикули, що вільно плавають у цитоплазмі аксіальної клітини. М'язових клітин у диціємід немає.
Мітохондрії клітин диціємід мають трубчасті, а не пластинчасті кристи, характерні для більшості багатоклітинних тварин.

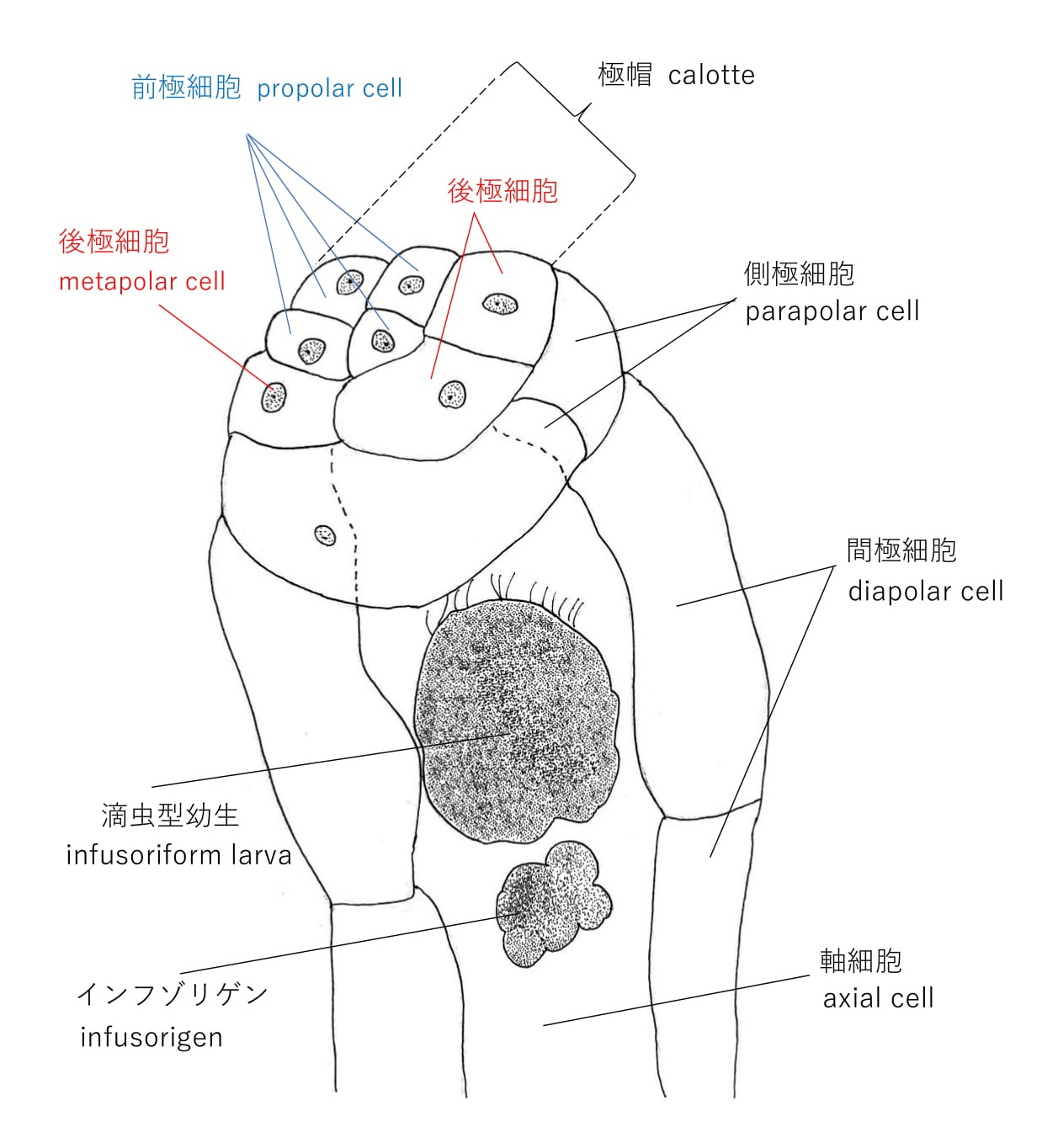
Голівка ромбогену з роду Dicyema

## Спосіб життя
Дицієміди паразитують у нирках восьминогів і каракатиць (у кальмарах їх зазвичай не виявляють). У великих кількостях вони заселяють нирки та перикард молюска-господаря. Зараженість господарів часто досягає 100 %. Один кінець тіла черв'яка прикріплений до ниркового епітелію, а інший вільно звисає в порожнину нирки. Тіло дицієміди поглинає поживні речовини, ендоцитуючи наявні в первинній сечі низькомолекулярні сполуки та, таким способом, конкуруючи за всмоктування з нирковим епітелієм. Відповідно до одного з поглядів, диціємід потрібно розглядати не як паразитів, а як мутуалістів чи коменсалів, позаяк вони підвищують кислотність середовища та сприяють виділенню аміаку молюском.

## Класифікація
Тип об'єднує 1 клас, 2 родини, 5 родів та 13 видів:
- Родина Dicyemidae
  - Рід Dicyema
  - Рід Dicyemennea
  - Рід Pseudicyema
- Родина Conocyemidae
  - Рід Conocyema
  - Рід Microcyema